# 大阪大学大学院人間科学研究科・人間科学部

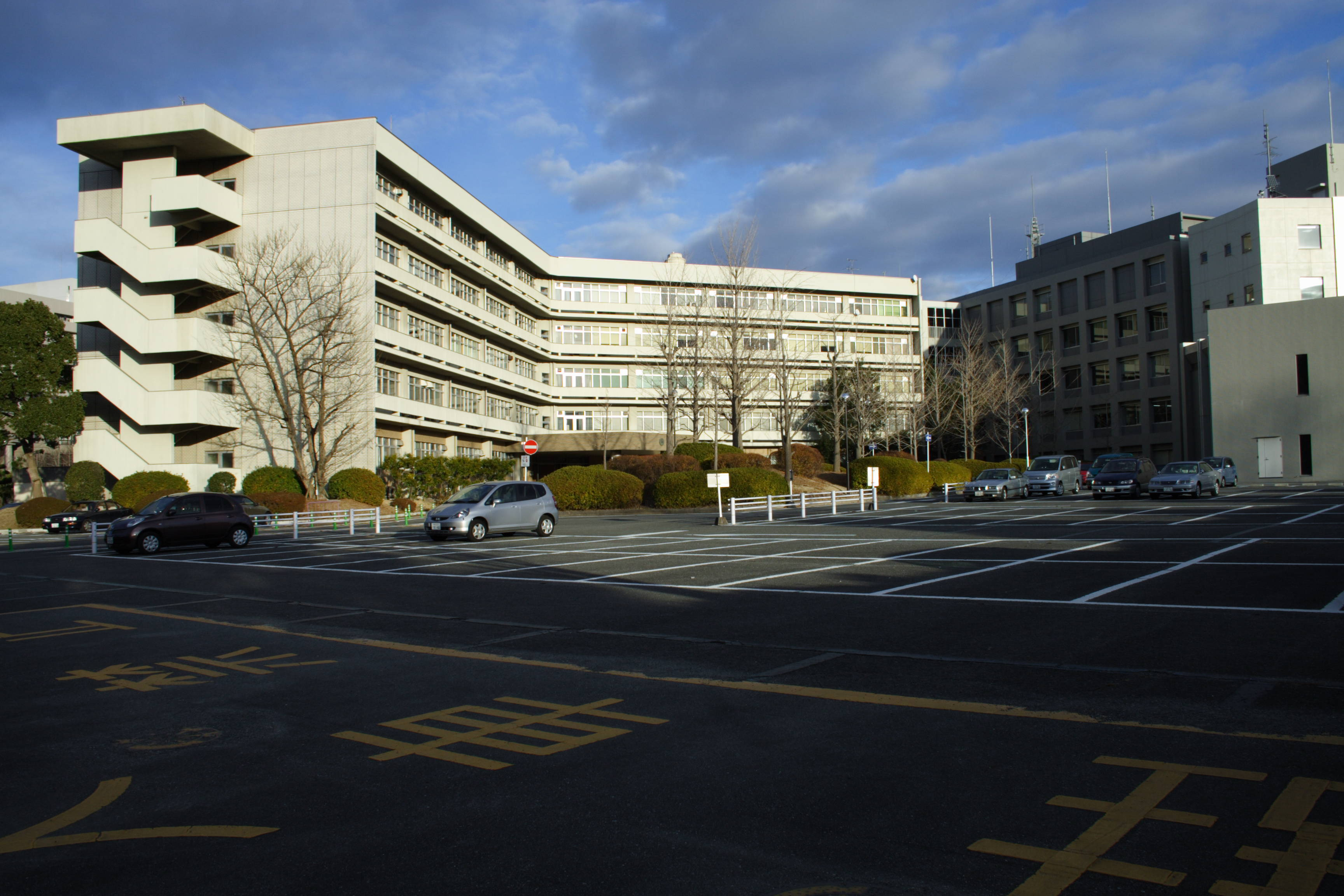
人間科学部校舎（吹田キャンパス）

大阪大学大学院人間科学研究科（おおさかだいがくだいがくいんにんげんかがくけんきゅうか、英語: Graduate School of Human Sciences）は、大阪大学大学院に設置される研究科の一つである。
大阪大学人間科学部（おおさかだいがくにんげんかがくぶ、英語: School of Human Sciences）は、大阪大学に設置される学部の一つである。

## 概要
大阪大学人間科学部は、1972年に大阪大学文学部の一部が独立し、日本初の人間科学部として設立された学部である。
人間科学部創設の理念は、「時代が突きつける新しい課題に対して、科学的方法を信頼して学際的に対応しようという、現実に向かう開かれた精神」といわれている。設立以来人間についての学際的研究を行ってきた。
1976年に大学院人間科学研究科を開設し、2000年に大学院重点化を行った。

## 沿革
- 1972年 - 大阪大学に人間科学部を設置[3]。
- 1976年 - 大学院人間科学研究科修士課程を開設[3]。
- 1978年 - 大学院人間科学研究科博士課程を開設[3]。
- 2000年 - 大学院重点化を実施[3]。
- 2016年 - 附属未来共創センターを設置[2]。

## 組織
学部は、人間科学科単科であり、2年次の後半から4つの学科目に分かれる。また、留学生向けの学部英語コースがある。大学院研究科は人間科学専攻の単専攻で、学部の学科目に相当する4学系に分かれている。
行動学科目/系、教育学科目/系、共生学科目/系においては、学部と大学院研究科で共通の講座名を用いているが、学部の社会学科目と大学院の社会学・人間学系においては、異なる名称を用いている。

### 行動学科目／行動学系
人間行動学講座
- 基礎心理学
- 応用認知心理学
- 社会心理学
- 臨床死生学・老年行動学
- 環境行動学
- 安全行動学

行動生態学講座
- 比較発達心理学
- 行動生理学
- 行動統計科学
- 生物人類学
- 比較行動学

※「人間行動学講座」「行動生態学講座」は、大学院のみで用いられている区分

### 社会学科目／社会学・人間学系
社会学科目（学部）
- 文化グループ
- 現代社会グループ
- 調査グループ
- 福祉社会グループ
- 人類学グループ
- 哲学の実験グループ

社会環境学講座（大学院）
- 現代社会と社会理論
- 経験社会学
- 文化社会学
- 福祉社会論
- コミュニケーション社会学・ジェンダー論

基礎人間科学講座（大学院）
- 科学哲学
- 哲学と質的研究
- 比較文明学
- 人類学
- 科学技術と文化

### 教育学科目／教育学系
臨床教育学講座
- 教育人間学
- 教育工学
- 教育心理学
- 臨床心理学
- 人間変容論

教育環境学講座
- 教育社会学
- 教育制度学
- 生涯教育学
- 教育文化学

※「臨床教育学講座」「教育環境学講座」は、大学院のみで用いられている区分

### 共生学科目／共生学系
未来共生学講座
- 共生の人間学
- 共生社会論
- 共生行動論
- 共生教育論

グローバル共生学講座
- 国際協力学
- 地域創生論
- コンフリクトと共生

### 附属施設
- 未来共創センター
- 比較行動実験施設
- 図書室
- 国際交流室

## 著名な出身者

### 政治、経済
- 北野妙子 - 大阪市議会議員（自由民主党）
- 出口正之 - 内閣府公益認定等委員会委員
- 戸田久和 - 門真市議会議員、全日本建設運輸連帯労働組合近畿地方本部顧問
- 夏坂真澄 - カネボウ化粧品社長
- 藤田あきら - 大阪市議会議員（大阪維新の会）
- 前田富弘 - 元旭化成建材社長
- 武内紀子 - コングレ社長

### 研究
- 赤尾勝己 - 教育学、関西大学教授
- 足羽與志子 - 文化人類学、一橋大学名誉教授
- 雨森孝悦 - 非営利研究、日本福祉大学教授
- 鮎川潤 - 犯罪学、関西学院大学教授
- 岩井八郎 - 教育社会学、京都大学教授
- 太田心平 - 文化人類学、国立民族学博物館准教授
- 柏端達也 - 哲学、慶應義塾大学教授
- 春日直樹 - 人類学、一橋大学名誉教授、サントリー学芸賞
- 金明秀 - 社会学、関西学院大学教授
- 串崎真志  - 社会学、関西大学教授
- 四方利明 - 教育社会学、立命館大学教授
- 佐藤功 - 教育学、大阪大学教授
- 竹中均 - 社会学、早稲田大学教授
- 出口正之 - 非営利研究　国立民族学博物館教授
- 土井隆義 - 社会学、筑波大学教授
- 中原淳 - 教育学、立教大学教授
- 永渕康之 - 文化人類学、名古屋工業大学教授、サントリー学芸賞
- 丹羽美之 - 社会学、東京大学准教授
- 長谷正人 - 社会学、早稲田大学教授
- 二羽泰子 - 社会学、静岡県立大学講師
- 正高信男 - 霊長類学、京都大学教授
- 三宮真智子 - 心理学、大阪大学教授
- 浜日出夫 - 社会学、慶應義塾大学教授
- 溝上慎一 - 心理学、京都大学教授
- 吉川徹 - 社会学、大阪大学教授
- 谷本奈穂 - 社会学、関西大学教授
- 太郎丸博 - 社会学、京都大学教授
- 平沢安政 - 教育学、大阪大学教授
- 森下伸也 - 社会学、関西大学教授、日本笑い学会会長
- 山内乾史 - 教育社会学、神戸大学教授
- 山口洋典 - 政策学、立命館大学准教授
- 山本幾生 - 哲学、関西大学教授

### 芸能、スポーツ
- 西島和彦 - 劇団代表、Youth Theatre Japan代表
- 伊藤晃 - 俳優
- ムッシュ・ピエール - マジシャン
- 入來晃久 - ブラジリアン柔術家、ブラジリアン柔術アジア選手権アダルト黒帯スペルペサード級優勝
- 相谷レイナ - アイドル

### アナウンサー
- 関純子 - 関西テレビ放送アナウンサー
- 鳥木千鶴 - 朝日放送テレビアナウンサー
- 上田悦子 - 毎日放送アナウンサー
- 東留伽 - 朝日放送テレビアナウンサー、ミス・ユニバース・ジャパン大阪大会審査員特別賞

## 博士号取得者
- 斉藤弥生 - 社会福祉学、大阪大教授、山井和則衆議院議員の妻
- 坂井素思 - 社会経済学、放送大学名誉教授
- 澤村信英 - 教育社会学、大阪大教授